# Первая палатализация
Пе́рвая палатализа́ция — праславянское изменение заднеязычных [k], [g], [x] в позиции перед гласными переднего ряда и j в [č'] (tʃj), [dž'] (dʒj), [š'] (ʃj) соответственно. Если перед заднеязычным находился свистящий согласный s или z, образовавшийся шипящий ассимилировал его: sk > šč' (ʃtʃj), zg > ždž' (ʒdʒj).

## Описание явления
Первая палатализация представляет собой такое типологически распространённое явление, как переход заднеязычных согласных в положении перед гласными переднего ряда в аффрикаты и/или спиранты. Часть авторов разделяет палатализацию перед гласными переднего ряда и перед *j, часть считает их единым процессом.
Чередования, вызванные первой палатализацией, по сей день сохраняются всеми славянскими языками:
- рус. рука́ — ру́ченька, нога́ — но́женька, му́ха — му́шка, пеку — печёшь, могу — можешь, писк — пища́ть, визг — визжа́ть;
- болг. ръка́ — ръ́чка, бла́го — блаже́н, муха́ — муши́ца[7];
- сербохорв. дÿг — дÿжū, јâк — јäчū, сŷх — сÿшū[8];
- пол. ręka — rączka, noga — nóżka.

Однако в некоторых русских говорах существует тенденция к устранению результатов первой палатализации в парадигмах глаголов: стригёт, пекёт. Форма ткёт (вместо тчёт) даже попала в литературный язык.
Болгарский академик В. И. Георгиев предложил называть первую палатализацию второй, а сатемную палатализацию первой (как это принято в арменистике и индоиранистике), однако его инициатива не встретила поддержки у других учёных.

### Рефлексы
Изначально рефлексы первой палатализации были мягкими и в части славянских языков таковыми остаются по сей день. В русском в XIV веке отвердели ж и ш, но ч сохранил мягкость; в белорусском и украинском отвердел также и ч. Древняя мягкость шипящих отражается в русской орфографии в виде написаний жи и ши при фактическом произношении жы и шы. Кроме того, перед гласными переднего ряда мягкость ж и ш до сих пор сохраняется в кировских говорах.
Уже в XVI веке в польском языке отвердели все рефлексы.
Результат палатализации g — ž', а не dž', объясняется тем, что звонкие аффрикаты на протяжении всей истории праславянского языка были неустойчивы. Поэтому вскоре после завершения процесса палатализации dž упростилось до ž.

### Промежуточные стадии
А. Лескин полагал, что первая палатализация проходила по схеме [k] > [k’] > [k’x’] > [t’x’] > [t’š’] > [č’].
А. А. Шахматов предложил более короткую схему: [k’] > [k’ћ’] > [č’]; [g’] > [g’ђ’] > [dž’]; [x’] > [š’]. С. Б. Бернштейн позднее дополнил её и представил в следующем виде: [k’ː] > [kћ'] > [ћ’] > [č’]; [g’ː] > [gђ’] > [ђ’] > [dž’]; [x’ː] > [xś’] > [š’].
С. Стойков критикует эту схему, указывая, что в разложских диалектах болгарского языка, где процесс, аналогичный первой палатализации, прошёл уже в XX веке, была всего одна промежуточная стадия: [k] > [k’] > [č’]. Именно такую схему постулирует для праславянского В. Н. Чекман.

### Последствия
Первая палатализация обогатила фонетику праславянского языка четырьмя новыми звуками (tʃj, ʃj, ʒj, dʒj), а фонологию тремя новыми фонемами (č, š, ž). По мнению ряда учёных, фонологизация č, š, ž произошла после изменения ē в ā после мягких согласных.

### В графике
В греческом и латинском алфавитах, на основе которых была создана письменность славян, не было букв для обозначения звуков, получившихся в результате первой палатализации. Поэтому в состав кириллицы были введены из глаголицы буквы ч, ж и ш. В чешском алфавите Ян Гус ввёл обозначение этих звуков при помощи точек над буквами s, z и c, которые позднее были заменены крючком (чеш. háček). Современный польский язык пользуется диграфами для обозначения tʃ и ʃ: cz и sz, и точкой над буквой z (ż) для обозначения ʒ.

### Примеры
- пра-и.е. *kwetwores > праслав. *četyre > рус. четы́ре. Ср. лит. keturì, санскр. चत्वारः (IAST: catvā́raḥ), др.-греч. τέσσαρες, гомер. πίσυρες, лат. quattuor, ирл. cethir, гот. fidwôr[18];
- пра-и.е. *gwīwos > праслав. *živъ > рус. живо́й, ст.‑слав. живъ. Ср. лит. gývas, латыш. dzîvs «живой, свежий, бодрый», санскр. जीवः (IAST: jīváḥ) «живой», лат. vīvus «живой», др.-греч. βίος «жизнь», гот. qius «живой»[19];
- пра-и.е. *mūs > mūxis > праслав. *myšь > рус. мышь, ст.‑слав. мышь. Ср. санскр. मूट् (IAST: mūţ), др.-греч. μῦς, лат. mūs, англ. mouse[20];
- пра-и.е. *etskwe > праслав. ešče > др.-рус. още, ст.‑слав. ѥште «ещё». Ср. санскр. अच्छ (IAST: accha) «вблизи, около, к»[21];
- праслав. *drozga > праслав. droždža, droždži, droždžьje > рус. дро́жжи, ст.‑слав. дрождиѩ. Ср. исл. dregg «осадок», стар.-лит. dragės[22][23].

## Хронология

### Относительная хронология
Первая палатализация произошла до монофтонгизации дифтонгов, вызвавшей вторую палатализацию.

### Абсолютная хронология
Мнения учёных по поводу времени прохождения первой палатализации серьёзно расходятся. Так, Г. П. Пивторак датирует данный процесс VI—V вв. до н. э., Л. Мошинский началом нашей эры — II веком н. э., А. Лампрехт относит к 400—475 гг. (плюс-минус 25 лет), Ю. В. Шевелёв и М. Шекли — к V—VI вв., а М. Гринберг пишет, что данный процесс проходил в первой половине I тысячелетия, завершившись к VII веку н. э.

#### Данные топонимов

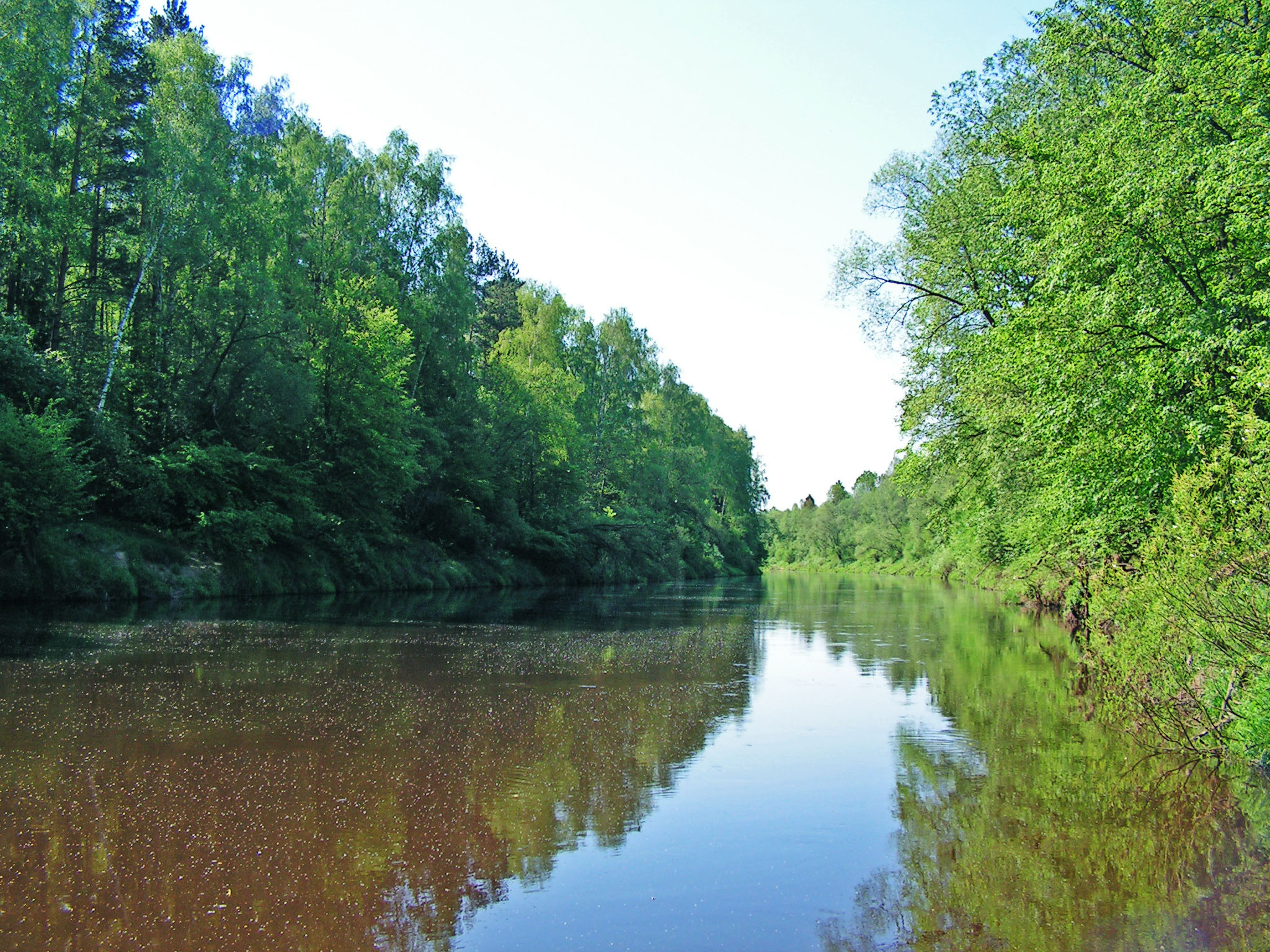
Река Лучеса

Первая палатализация была ещё живым процессом, когда славяне заселяли бассейн верхнего Днепра, где они заимствовали у местного балтийского населения ряд топонимов: Vilkesa > Волчеса, *Akesā > Очеса, *Laṷkesā > Лучоса, Merkys > Меречь, *Gēdras (лит. giẽdras «ясный») > Жадро, *Skērii̯ā > Щара, а также позднее при колонизации земель финно-угров, когда были заимствованы названия Ижора (фин. Inkerinmaa, эст. Ingerimaa) и Селижаровка.
В то же время, первая палатализация завершилась к моменту заселения славянами Пелопоннеса (VI—VII вв.), где сохранились славянские топонимы в греческой передаче: греч. Σίρακον < праслав. *široko, Τσερνίλο < праслав. *čьrnidlo, Μουτσίλα < праслав. *močidlo, Τσερνίτσα < праслав. *čьrnica, Τσιρναόρα < праслав. *čьrna gora, Ζιγοβίστι < праслав. *žegovišče, Στρούζα < праслав. *stružija, Βερσίτσι < праслав. *vьršьcь.
Возможно, название одного из пражских холмов Žiži восходит к нем. Sieg «победа». В таком случае первая палатализация была актуальна на момент заселения славянами Чехии.

#### Данные заимствований
Первая палатализация отражена в ряде славянских заимствований из германских языков:
- праслав. *šata / *šatъ «одеяние, покров» (пол. szata) < прагерм. *hētaz[32];
- праслав. *šеlmъ «шлем» < прагерм. *helmaz[33].

С. Б. Бернштейн считал, что в данном случае работал не живой фонетический процесс, а субституция звуков, как в Ничипор из греч. Νικηφόρος, и ко времени осуществления этих заимствований первая палатализация уже закончилась.
Первая палатализация уже произошла к моменту контакта славянских племён с финскими. Об этом свидетельствует ряд финских заимствований из праславянского:
- фин. hirsi «бревно» < праслав. žьrdь «жердь»;
- фин. hauki «щука» < праслав. ščuka «щука»[35].

Выдвигалось предположение, что существуют финские славизмы, заимствованные ещё до первой палатализации:
- фин. ies (мн.ч. ikeet) «ярмо, иго» < праслав. *jьgo (род. п. *jьžese);
- фин. kimalainen «шмель» < праслав. *čьmelь.

Однако П. Каллио полагает, что тут имела место субституция праславянских звуков č и dž финским k, так же, как в финских заимствованиях из саамского.
Данные славизмов в греческом языке солидарны с данными топонимов: к моменту заселения славянами Пелопоннеса первая палатализация уже завершилась. Она отразилась в греческих словах
- ζάμπα «лягушка» < праслав. *žaba «лягушка», ср. рус. жаба;
- μέρζα «сеть» < праслав. *merža, ср. рус. мережа[4].

## Параллели

### В славянских языках
В разложских говорах болгарского языка уже в XX веке (после 1915 года) произошёл процесс аналогичный первой палатализации: к’ (kʲ) > ч’ (tʃʲ), г’ (gʲ) > џ’ (dʒʲ): ч’ѝсел «кислый» (лит. кисел), ч’уфтѐ «котлета» (лит. кюфте), кнѝџ’и «книги» (лит. книги), ерџ’ѐн «холостяк» (лит. ерген).

### За пределами славянских языков
- В диалекте народной латыни, лёгшем в основу итальянского, румынского и ретороманского языков, звуки k и g перед гласными переднего ряда e, i и j перешли в tʃ и dʒ соответственно. Ср. итал. cervo ['tʃɛrvo], рум. cerb [tʃerb] из лат. cervus [ˈkɛrwʊs] «олень»[38]. В итальянском сочетание sk в том же положении перешло в ʃ, совпав с рефлексами *stj.
- В английском языке в средние века палатализованные k, g (перед гласными переднего ряда и j) и sk (всегда) перешли соответственно в tʃ, dʒ и ʃ, например, cild → child (ˈtʃaɪ̯ld), ecȝe → edge (edʒ), fisc → fish (fɪʃ). Этот процесс называют палатализацией или ассибиляцией[39].
- Закон Коллица[40] в праиндоиранском: k, g, gh в положении перед ē, e, ī, i, j перешли в tʃ, dʒ, dʒh (позднее давший в иранских языках dʒ, а в индийских h), например, пра-и.е. *kwetūres > санскр. चत्वारः (IAST: catvā́raḥ) «четыре», пра-и.е. *gwīwos > санскр. जीवः (IAST: jīváḥ) «живой», пра-и.е. *gwhenti > санскр. हन्ति (IAST: hánti), авест. jainti «убивает». В индоиранистике этот процесс называется второй палатализацией (в отличие от первой — палатализации праиндоевропейских палатовелярных)[41].
- В праармянском в положении перед гласными переднего ряда и j согласные k, g, gh дали tʃh, tʃ и dʒ соответственно, например, пра-и.е. gwheros «тёплый» > арм. ǰer, пра-и.е. gem- «жать» > арм. čim «узда», пра-и.е. *kwetūres «четыре» > арм. čcorkc. В арменистике этот процесс также называется второй палатализацией[42].